# 亚历山大·彼得松
亚历山大·彼得松（1980年7月2日—），冰岛男子手球运动员。他曾代表冰岛国家队参加2008年和2012年夏季奥林匹克运动会手球比赛，其中2008年奥运会获得一枚银牌。